# Церковь Святого Георгия (Курбиново)
Церковь святого Георгия (макед. Црква Св. Ѓорѓи) — православный храм XII века, расположенный в Северной Македонии в 2 км от села Курбиново. Раскопки показали, что храм некогда находился в селении, жители которого в конце XVIII века переселились в нынешнее село Курбиново. Согласно исследованиям фресок, предполагается, что церковь была построена в 1191 году византийцами. Церковь является памятником культуры Северной Македонии и охраняется государством. Она также принадлежит непризнанной православным миром Македонской православной церкви — Охридской архиепископии.

## Датировка
О первых веках истории церкви известно немного. Только надпись на греческом языке на восточной стороне алтаря упоминает 25 апреля 1191 года как начало работы над фресками во время правления Исаака II Ангела. Эта эпиграфическая подсказка была обнаружена в 1958 году во время работы по консервации, и она подтверждает высказанное в 1940 году предположение М. Радивое Любинковича. Предыдущие публикации относили фрески к XVI веку. Из этого указания на 1191 год можно сделать вывод, что церковь была построена между 1185 и 1190 годами, поскольку она имеет простую архитектуру и небольшие размеры.
Надпись на алтаре не даёт ни намёка на обстоятельства, при которых церковь была воздвигнута, имена храмоздателя и художников. Никакие другие письменные источники не известны. Однако портрет храмоздателя на западной стене мог бы дать информацию о его социальном статусе. К сожалению, это живописное произведение серьёзно повреждено, лица четырёх изображённых на нём людей неузнаваемы и надписи не найдены. Благодаря одежде и датировке фресок, один мужчина идентифицирован как Исаак II Ангел, а женщина — как его жена Маргит Венгерская. Третьей фигурой может быть Иоанн X Каматир, архиепископ Охридский, в то время как последний участник считается его протеже. Последний, предположительно, входил в высшие круги и принадлежал к влиятельной группе дворян.

## Архитектура
Здание имеет в плане размер 15×7 м и принадлежит к числу крупнейших однонефных зальных церквей Северной Македонии. Она состоит из прямоугольного нефа и полукруглой апсиды на востоке, в центре которой находится престол. Перед ним монолитный кубический алтарь. Область вимы на две ступени выше уровня пола.
Главный вход расположен на западе, но в то же время в каждой из боковых стен есть по одной двери. Северная находится почти на уровне окон, поскольку эта сторона церкви примыкает к склону. Все три входа завершены люнетом и двумя архивольтами. В верхней части северной и южной стены находятся по два окна, каждое с круглым арочным завершением. Ещё одна пара окон находится в апсиде, а седьмое — на фронтоне. Помимо этого, в южной стене прорублено два прямоугольных окна.
Апсиду с каждой стороны фланкируют прямоугольные ниши, служащие жертвенником и диакониконом. Два других прямоугольных углубления расположены в боковых стенках зоны вимы. То, что на юге, заложено кирпичом и находится ниже северного.
Стены состоят из грубо обтёсанного камня, соединенного раствором. Плоские камни и кирпичи сложены неравномерно вокруг люнетов и окон, а также в зоне апсиды. Верхние две трети восточной стены украшены двумя горизонтальными рядами кирпичей, что напоминает технику перегородчатой эмали, тогда как кладка нижней части выполнена грубо. С XI века фасады религиозных зданий в Византийской империи создаются более яркими и оживляются нишами, кирпичами и фризом. В Македонии (Греция), а особенно в Кастории, стены украшались кирпичным рисунком. Также люнет с двойным архивольтом был очень распространен в византийской архитектуре с XI века.

## Фрески

### Фасад
Церковь украшена фресками не только внутри, но и снаружи. На западном фасаде до высоты притолоки росписи имитируют кирпичную кладку. Другие подобные имитации кирпичной кладки можно найти в нижней части апсиды и в первом архивольте южной двери. Остальные росписи сильно размыты. Лучше сохранились окружающие западный люнет изображения всадников с нимбами, щитами и копьями. Над левым святым находятся фрагменты двух фигур с дорогой одеждой и императорской обувью, над тем что справа также можно заметить фигуру в одежде. На первой архивольте двери начертана двухстрочная надпись. Иллюстрация в северном люнете утрачена, но геометрические и цветочные узоры архивольта исключительно хорошо сохранились. Первая дуга южного люнета имитирует кирпичную кладку, а центральную часть украшает Деисус и Георгий Победоносец. Справа от двери находятся плохо видимые фрагменты фигур меньшего масштаба.

### Интерьер
Интерьер храма украшен фресками сверху донизу и зрительно разделён на три-пять регистров. На нижнем используется мраморная имитация, тогда как второй ряд заполнен святыми, которые также изображены на дверных люнетах. Фигуры обычно располагаются в группах из трёх человек, например Пантелеимон, Косма и Дамиан. Константин Великий и его мать Елена, типичный образ для многих церквей, изображены на южной стене. На западной стене представлены наиболее почитаемые мученицы: Фёкла Иконийская, Параскева Сербская, Феодора Римская, Варвара Илиопольская, Кириакия Никомидийская и Екатерина Александрийская. Изображения Евфросинии Александрийской и Святой Анны считаются наиболее старыми вообще. Святой Климент, особенно почитаемый среди македонских христиан, изображён на северной стене.
Цикл Христа в регистре начинается с арки Благовещения. Гавриил изображён с левой стороны конхи, Мария — с правой. Последовательные сцены продолжены на южной стене: Встреча Марии и Елизаветы, Рождение Иисуса, Сретение, Крещение, Воскрешение Лазаря. Страсти Христовы представлены на западной стене: Вход Господень в Иерусалим, за которым следует Преображение Господне, изображаемое как правило после Крещения. Между Входом Господнем в Иерусалим и Преображением западную дверь венчает сцена Вознесения Девы Марии. Цикл продолжается на северной стене: Распятие Иисуса Христа, Снятие с креста, Погребение Христа, женщины у гроба и Сошествие Христа в ад. Серия изображений завершается Вознесением в верхней части восточной стены. Напротив образ Святой Троицы. Ниже - изображение Богоявления во всю ширину стены. Две монументальные иконы Христа и Георгия Победоносца, занимающие два регистра, установлены друг напротив друга.
Тридцать пророков, возвещающих о возвращении Христа, изображены в четвертом регистре, но только на боковых стенах. Две фигуры на дальней восточной части стены носят у же обувь, что и фигуры на западном фасаде.
Конха апсиды обрамлена орнаментами и надписью, в центре изображена Марию на троне с младенцем Христом на коленях в окружении Михаила и Гавриила. Ниже восемь отцов церкви идут к новорожденному Христу, который лежит на алтаре для своей ритуальной жертвы. Это изображение показано здесь впервые в византийском искусстве и, следовательно, вносит огромный вклад в развитие разнообразия сцен. Эта тема возникла из-за того, что со второй половины XI века в Константинополе обсуждалась евхаристическая жертва и эта сцена изображалась множество раз вплоть до средневековья. Некоторые дверные перемычки и оконные рамы имеют отделку, напоминающую мрамор. Аналогичное оформление могли иметь алтарь и престол.
Иконографическая программа росписи, как правило, используется в церквях с куполом. Поскольку Георгиевская церковь имеет только двускатную крышу, росписи были скорректированы. Например, пророки, обычно изображаемые на барабане купола здесь представлены в верхней части боковых стен.

### Художники и стиль
Фрески церкви считаются одними из самых известных византийских картин комниновского ренессанса. Предположительно, за росписи храма отвечали как минимум три художника, но их личность остается неизвестной. Однако разница в их мастерстве достаточно заметна. Самый способный изображал иконы Христа и Георгия Победоносца, а также сцены на в верхней части восточной стены. Второй художник расписывал боковые стены, в то время как наименее квалифицированные художники создали иллюстрации на западной стене, нижней зоне восточного стены и части северной стены. Предполагается, что церковь расписывали местные художники, и что они же украшали расположенную неподалёку церковь Космы и Дамиана в греческом городе Кастория в 1180 году.
Стиль фресок - это последний этап развития комниновского искусства, но в Георгиевской церкви имеются небольшие отклонения от регулярной строгой симметрии. Отличительные черты живописцев заметны в удлинённых телах и в пустоте лиц. Вместе с тем беспокойная драпировка одежды используется чтобы выразить эмоции людей. Исключением является наименее способный художник, который в сцене Вознесения Девы Марии изображал горе открыто на лицах.

## Сохранность и изменения
Фрески в интерьере церкви потеряли яркость цветов, за исключением расположенных на восточной стене. Росписи с имитацией мрамора между престолом и южной дверью утрачены. Влажность уничтожила почти все фигуры святых на южной стене, поскольку она не защищена склоном как северная.
Не являясь частью первоначальных росписей святой Димитрий над северной дверью. Он датирован концом XVI или началом XVII века. К последнему столетию относятся также картины на южном фасаде (кроме тех, что расположены в люнете), но, по мнению М. Милиловича-Пепека, они относятся к XIV веку. Более поздними также являются фрески южного фасада может (за исключением тех что на люнете) падения, согласно исследованию, проведенному М. Милькович-Pepek Однако в 14-м веке.
Незадолго до середины XIX века огонь повредил церковь, в частности южную стену. В результате крыльцо также было уничтожено. Следующая реставрация 1847 года привнесла некоторые неудачные изменения, например, повреждение фресок в верхних частях церковных стен, когда был заменён деревянный потолок, замуровывание боковых дверей, сооружение крыльца на западном фасаде, а также добавление двух прямоугольных окон в южной стене. Первоначальный иконостас был заменён новым, а фрески на западном фасаде были закрашены изображением трёх святых всадников.
Следующие работы по консервации памятника были проведены в первой половине XX века. Более поздние дополнения, такие как крыльцо у западной стены, были удалены. В 1958 году были выполнены следующие работы: демонтаж потолка и поднятие стен на 50 см, открытие боковых дверей и возобновление возвышений пола. Кроме того, фески были очищены и восстановлены, как и оригинальные святые всадники на западном фасаде.

## Галерея
- Южная сторона
- Западная сторона
- Святой-всадник на западном фасаде справа от главного входа
- Вид на иконостас
- Фрески на восточной стене
- Фреска Архангела Гавриила, которая также изображена на македонской денежной купюре в 50 денаров.
- Фреска Девы Марии
- Фреска Георгия Победоносца
- Крещение и Воскрешение Лазаря, южная стена
- Икона Христа и Рождества, южная стена
- Константин и Елена, южная стена
- Сошествие Христа в ад, северная стена
- Отцы церкви в левой части апсиды
- Мария с Младенцем Христом в апсиде